# الحسين بن الضحاك
أبو علي الحسين بن الضحاك الباهلي الملقب بالخليع والمعروف عمومًا بـأبو علي الخليع (779 - 864) شاعر عربي من الموالي. ولد في خراسان أو يقال في البصرة ونشأ بها. مولى لبني باهلة. تعلم مع أبي نواس على أدباء البصرة. ثم تبع أبا نواس إلى بغداد واتصل بصالح بن هارون وأخيه الأمين. وجالسه إلى حين وفاته. أبعده المأمون، فعاد إلى البصرة، واستقدمه المعتصم حينما ولي الخلافة، وعاصر ثلاثة خلفاء آخرين. توفي في بغداد.

## سيرته
هو أبو علي الحسين بن الضحاك بن ياسر الباهلي البصري يلقب بالخليع ونادرًا بالأشقر. ولد سنة 162 هـ/ 779 م. مولى لباهلة، وهو بصري المولد والمنشأ، وهو من ندماء الخلفاء، من بني هاشم. شاعر أديب ظريف، مطبوع حسن التصرف في الشعر حلو المذهب. وكان أبو نواس يأخذ معانيه في الخمر فيغير عليها.تعلم مع أبي نواس على أدباء البصرة. ثم تبع أبا نواس إلى بغداد واتصل بصالح بن هارون وأخيه الأمين. وجالسه إلى حين وفاته. أبعده المأمون، فعاد إلى البصرة، واستقدمه المعتصم حينما ولي الخلافة، وعاصر ثلاثة خلفاء آخرين.

كان الضحاك نديم لصالح بن هارون الرشيد ثم إلى منادمة اخيه الأمين فلما تولى الأمين الخلافة كان من ندمائه والمقربين إليه قال الحموي في معجم الأدباء الحسين بن الضحاك أبو علي أصله من خراسان ، وهو مولى لولد سليمان بن ربيعة الباهلي الصحابي فهو مولى لا باهلي النسب كما زعم ابن الجراح ، بصري المولد والمنشأ وهو شاعر ماجن ولذلك لقب بالخليع ، وعداده في الطبقة الأولى من شعراء الدولة العباسية المجيدين وقيل انه كان شاعراً مطبوعاً حسن التصرف في الشعر، وكان أبو نؤاس يغير على معانيه في الخمر فإذا قال فيها شيئاً نسبه الناس إلى ابي نواس.
توفي أبو علي الخليع سنة 250 هـ/ 864 م.